# Contenuto a pagamento
Con il termine contenuto a pagamento si indica il commercio elettronico non gratuito di contenuti digitali (anche scaricabili) e prodotti informativi nel settore dei media digitali. Esempi di media digitali sono Internet o i dispositivi mobili (come i telefoni cellulari o i palmari) con cui effettuare operazioni di pagamento. Le caratteristiche dei contenuti digitali sono la loro usabilità, l'applicabilità, scambiabilità e recuperabilità.

## Descrizione
I contenuti a pagamento si differenziano dai servizi a pagamento in quanto possono essere trasmessi ed utilizzati da persone diverse. I servizi digitali, al contrario, possono essere considerati come un diritto che può essere esercitato, ma non trasmesso (altrimenti viene perso). Ciò può essere meglio chiarito considerando la differenza tra un file musicale in formato MP3 ed i giochi online. I file MP3 possono spesso essere duplicati, trasmessi e scambiati senza limiti di capacità o perdite subite da un individuo. Invece, i giochi online, intesi come servizi digitali, rappresentano solo un diritto a partecipare quando l'input acquistato è offerto e commercializzato. Tale diritto può essere commercializzato e trasmesso ma, al contrario dei file MP3, il venditore perde il beneficio di tale diritto nel momento in cui viene trasmesso.
Il termine "contenuto a pagamento" è divenuto il centro di un dibattito sul futuro dei media stampati. Man mano che la vendita di giornali e riviste diminuisce e i lettori on line aumentano, l'industria dei media è costretta a rivedere i propri modelli di business per compensare il calo delle vendite cartacee con il nuovo mercato, cosa non facile da mettere in atto. La proposta di Rupert Murdoch dei micropagamenti ha ricevuto sia consensi che critiche.
Le opportunità di guadagno tuttavia stanno emergendo e l'editoria personalizzata è un settore che si è dimostrato profittevole nel mondo dei media online. Anche l'industria musicale ha avuto diversi successi nel creare nuovi mercati di download legale dove i bassi costi e l'accessibilità sono state premiate dagli utenti.
La maggiore accessibilità e interattività del giornalismo online ha essa stessa creato nuove opportunità utilizzando la formula del crowdsourcing e favorendo l'emergere dei giornalisti investigativi, i quali lavorano su notizie che essi stessi hanno suggerito e finanziato.
Alcuni successi in nuovi modelli di contenuto a pagamento si riscontrano nell'uso di paywall, specialmente i paywall "parziali" che si fondono con i modelli freemium. Anche l'uso della formula "paga quello che vuoi" si è dimostrato efficace, specie nel settore delle promozioni.